# Ophiocten dubium
Ophiocten dubium är en ormstjärneart som beskrevs av Jean Baptiste François René Koehler 1900. Ophiocten dubium ingår i släktet Ophiocten och familjen fransormstjärnor. Utöver nominatformen finns också underarten O. d. gaussense.